# Ruth Orkin

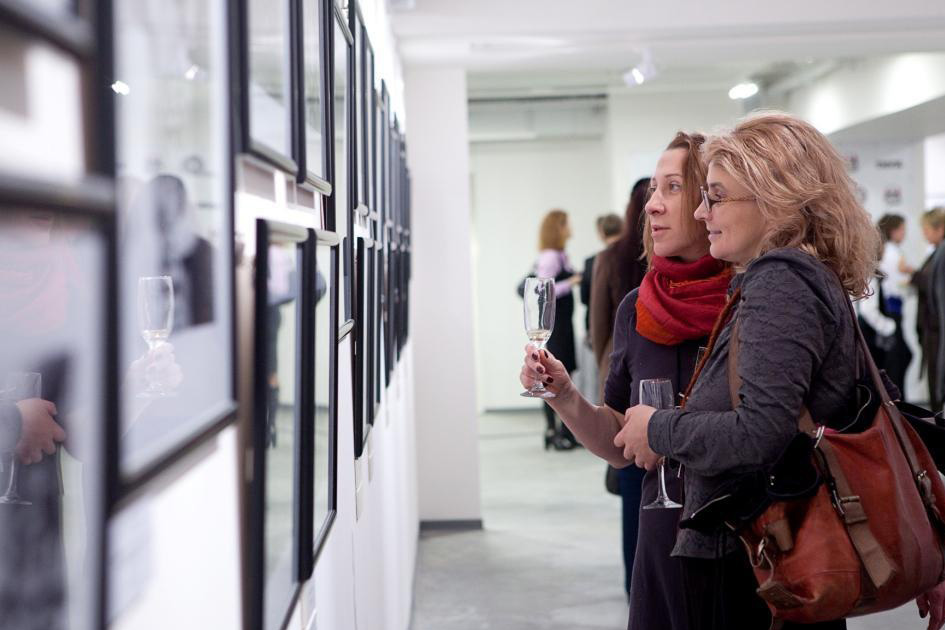
Retrospektivní výstava Ruth Orkin, Centrum fotografie bratří Lumièrů, Moskva, 2012

Ruth Orkin (3. září 1921 Boston – 16. ledna 1985 New York) byla americká fotografka, fotožurnalistka a filmařka, průkopnice pouliční fotografie, jejíž život byl spjat s New Yorkem a Hollywoodem. Využila všech svých osobních životních zkušeností, aby se prosadila v tehdy výrazně mužském oboru. Jako hudebnice se snadno pohybovala v hudebním světě New Yorku a Tanglewoodu, jako dcera herečky němých filmů se cítila dobře s hvězdami Hollywoodu. Orkin byla Židovka a našla si cestu do Izraele a při své cestě po Evropě vytvořila skvělé snímky žen. Nejznámější je její fotografie Americká dívka v Itálii (1951), fotografovala holywoodské herce a významné americké osobnosti 50. let 20. století, ale i snímky každodenního života, emocí a interakcí lidí na ulicích New Yorku, Tel Avivu a Florencii. Cestovala po celém světě a přispívala snímky do časopisů Life, Look, Ladies' Home Journal a dalších. Její fotografie byly vystavovány po celém světě a staly se součástí stálých sbírek předních světových muzeí a galerií.

## Biografie
Ruth Orkin se narodila 3. září 1921 v Bostonu ve státě Massachusetts. Vyrůstala v Hollywoodu, protože její matka Mary Ruby byla herečkou němého filmu. Otec vlastnil firmu na výrobu lodiček na hraní. V deseti letech dostala Orkin svůj první fotoaparát Univex, který tehdy stál 39 centů, a brzy začala experimentovat s fotografováním svých přátel a učitelů ve škole. Ve dvanácti letech si své fotografie sama vyvolávala. Byla vášnivou filmovou fanynkou, vášnivou sběratelkou autogramů, ale brzy začala celebrity fotografovat. V sedmnácti letech se rozhodla projet napříč Amerikou na kole, začala v Los Angeles a skončila v New Yorku na Světové výstavě. Trasu projela za tři týdny a cestou fotografovala.
V roce 1940 krátce studovala fotožurnalistiku na Los Angeles City College a roku 1941 začala pracovat jako poslíček ve studiu Metro-Goldwyn-Mayer, protože toužila stát se kameramankou. Z této pozice odešla když zjistila, že se jako žena nemůže stát členkou odborů. V témže roce vstoupila do ženského oddílu armády v naději, že zde získá filmařské dovednosti, jak slibovaly náborové reklamy. To se však nestalo a v roce 1943 byla propuštěna bez jakéhokoli filmařského výcviku.
V roce 1943 se přestěhovala do New Yorku. Fotografii si vybrala jako praktickou volbu ze svých čtyř zájmů – cestování, hudby, filmu a fotografování. Pracovala jako fotografka v nočním klubu a přes den fotila děti, aby si vydělala na první profesionální fotoaparát. Ve volném čase se toulala ulicemi města a pořizovala působivé snímky každodenního života, včetně autentických portrétů dětí ze své čtvrti. V portrétování se zdokonalila v létě 1946, kdy dokumentovala hudební festival v Tanglewoodu, a ještě téhož roku publikoval časopis Look její první velkou fotoreportáž. V roce 1947 fotografovala Leonarda Bernsteina pro deník The New York Times. Postupně se stala úspěšnou fotografkou a prosadila se v tehdy výrazně mužském oboru, cestovala po celém světě a přispívala snímky do časopisů Life, Look, Ladies' Home Journal a dalších. Fotografovala mnoho celebrit a osobností jako Lauren Bacallová, Doris Dayová, Ava Gardner, Tennessee Williams, Marlon Brando, Alfred Hitchcock, Albert Einstein nebo Woody Allen.
V roce 1951 odjela do Izraele na zakázku časopisu Life, aby fotografovala Izraelský filharmonický orchestr. Po dokončení zakázky strávila několik měsíců na cestách po Itálii a dalších evropských zemích, kde vytvořila některé ze svých nejznámějších snímků. Jejím nejslavnějším snímkem je kultovní fotografie Americká dívka v Itálii z roku 1951, který byl poprvé publikován v září 1952 v časopise Cosmopolitan. Fotografie byla součástí série původně nazvané „Nebojte se cestovat sama“. Na snímku je zachycena třiadvacetiletá studentka Ninalee Craig, jak ve Florencii sebevědomě prochází kolem skupiny pokukujících italských mužů. Craig uvádí, že snímek nebyl inscenovaný a byl jedním z mnoha, které ten den pořídili. Fotografie se stala v 60. a 70. letech 20. století symbolem ženského hnutí v USA. Proslulá je také fotografie s názvem Geraldine Dent z roku 1950, která znázorňuje obyčejnou krásnou ženu z New Yorku, jak nakupuje v zelinářství. Když snímek vyšel na titulní straně časopisu Ladies‘ Home Journal, celý náklad čtyři miliony výtisků se prodal za jediný den.
V roce 1952 se Orkin provdala za fotografa, filmaře a kolegu Morrise Engela. Společně natočili dva celovečerní filmy Little Fugitive (Malý uprchlík), který byl v roce 1953 nominován na Oscara a vyhrál stříbrného lva na festivalu v Benátkách, a Lovers and Lollipops (Milenci a lízátka, 1955). Orkin se poté vrátila k fotografování a ze svého newyorského bytu pořizovala barevné snímky Central Parku. Fotografovala maratony, přehlídky, koncerty, demonstrace a krásu měnících se ročních období. Výsledné snímky publikovala ve dvou knihách A World Through My Window (Svět z mého okna, 1978) a More Pictures from My Window (Další snímky z mého okna,1983). V roce 1981 vyšla její monografie A Photo Journal.
V roce 1959 ji organizace Professional Photographers of America zařadila mezi deset nejlepších fotografek v USA. Koncem 70. let vyučovala fotografii na School of Visual Arts a v roce 1980 v International Center of Photography. Její fotografie byly často vystavovány po celých Spojených státech amerických i v zahraničí.
S manželem Morrisem Engelem měli dvě děti, Andyho (* 1959) a Mary (* 1961). Po dlouhém boji s rakovinou Orkin dne 16. ledna 1985 zemřela ve svém newyorském bytě.
Po její smrti založila dcera Mary fotografický archiv Ruth Orkin, aby zachovala její odkaz. Po smrti Morrise Engela v roce 2005 se z něj stal Filmový a fotografický archiv Orkin/Engel. Díla Ruth Orkin se stala součástí stálých sbírek předních světových muzeí a galerií, včetně MoMA a International Centre of Photography.